# Das Gehege
Das Gehege ist ein Opern-Monodrama (Originalbezeichnung: „Eine nächtliche Szene“) für Sopran und Orchester in einem Akt von Wolfgang Rihm. Er vertonte darin die letzte Szene von Botho Strauß’ Schauspiel Schlusschor. Die Uraufführung fand am 27. Oktober 2006 in der Bayerischen Staatsoper statt.

## Handlung
Die Schauspielvorlage Schlusschor spielt am Vorabend der deutschen Wiedervereinigung. Darin trägt die Protagonistin den Namen Anita von Schastorf. Der Adler ist ein Symbol für den Bundesadler.
Am späten Abend besucht eine Frau im Zoo eine Voliere mit einem Steinadler. Sie war am Vormittag bereits dort gewesen, als eine Schulklasse den Adler „bis aufs Blut“ neckte. Jetzt ist sie zurückgekommen, um den Vogel zu befreien. Dazu schneidet sie mit einem Messer ein großes Loch in das Drahtgitter. Sie ist fasziniert von dem Tier und scheint geradezu sexuell besessen von ihm zu sein. Obwohl er kein Wort versteht, spricht sie die ganze Zeit mit ihm. Da der Adler keine Anstalten macht, die Voliere zu verlassen, greift sie hinein. Der Vordergrund der Bühne verdunkelt sich. Im Horizont sieht man den Schatten des Vogels, der sich nach einem langen Gleitflug auf ihrem Arm niederlässt. Die Frau wirft ihm einige Schimpfwörter zu und droht, ihn auf glühende Kohlen zu binden. Erneut wird es dunkel, und der Vogel fliegt wieder. Als es hell wird, liegt die Frau am Boden. Sie stützt sich auf einen Ellbogen, während der Adler drohend auf ihrem Kopf oder ihrer Schulter sitzt. Sie führt mit ihrem Kopf die „Bettelbewegung der Greife“ aus und fordert ihn auf, mit ihr zu spielen, ihr eine „süße Wunde“ zuzufügen, um sie zu fressen. Wegen ihrer dichten Kleidung hat der Adler jedoch keine Möglichkeit, bis zu ihrer Haut durchzudringen, ohne am Stoff zu ersticken. Ein drittes Mal verdunkelt sich die Bühne. Der Schatten des Adlers stürzt ab. Anschließend sieht man die Frau mit blutendem Gesicht in den Federn stehen. Sie hat den Adler getötet und hält den abgeschnittenen Fang in der Hand. Sie kommentiert: „Wald… Wald… Wald… Wald…“

## Gestaltung
Der Musikkritiker Wolfgang Schreiber verglich die Musik von Rihms Das Gehege in seiner Uraufführungs-Rezension der Zeitschrift Opernwelt mit dem expressionistischen Klängen von Arnold Schönbergs Monodram Erwartung. Er schrieb weiter:

„Rihm türmt virtuos-kalkuliert all seine klangfarblichen Orchesterkünste, aktiviert einen besonders ausgetüftelten Schlagapparat. Die Musik des Fin de Siècle von Debussy bis Strauss ist, auch mit blitzartig eingestreuten Scheinzitaten, so nahe wie bei ihm noch nie dem Zustand ekstatischer oder auch ironisch gebrochener Trunkenheit.“

Die Ansiedlung der Textvorlage in der Zeit der deutschen Wiedervereinigung spiegelt sich in einzelnen verzerrten musikalischen Fragmenten aus der Nationalhymne, Beethovens 9. Sinfonie oder einem Marsch.
Für Peter Hagmann von der Neuen Zürcher Zeitung wirkte die „zugleich sinnliche wie moderne Musik“ wie eine „Kontrafaktur“ der Musik Richard Strauss’, mit dessen Salome das Gehege bei der Uraufführung kombiniert wurde. Beide Komponisten verwenden ein großes und „meisterlich beherrschtes“ Orchester, dass sich nicht auf eine Begleitung beschränkt, sondern „sich in tätiger Interaktion mit der Solistin auf der Bühne befindet“. Auch hier gebe es sowohl „harte Schläge und scharfe Dissonanzen“ als auch „sehr wohlklingende Lineaturen und strahlende Dur-Dreiklänge“.
In einem Interview der Zeit erklärte Rihm, dass er den politischen Aspekt der Vorlage auch in seiner Musik sehe, diese aber auch „andere Dimensionen“ und „abgründige Ambivalenz“ aufweise. Er hatte den Plan, das Werk als Mittelteil einer Trilogie von Monodramen mit dem möglichen Titel Drei Frauen zusammenzufassen, von denen das erste Stück Aria/Ariadne sei und das dritte der Penthesilea-Monolog. Aus der Bacchus-Erscheinung am Ende des ersten Stücks werde im Gehege der Adler, der darin zerrissen und im letzten Teil zum zerrissenen Achilles werde.

### Orchester
Die Orchesterbesetzung der Oper enthält die folgenden Instrumente:
- Holzbläser: drei Flöten (3. auch Piccolo), zwei Oboen, Englischhorn, zwei Klarinetten, Bassklarinette, Fagotte, Kontrafagott
- Blechbläser: vier Hörner, drei Trompeten, kleine Trompete, drei Posaunen, Kontrabasstuba
- Pauken, Schlagzeug (drei Spieler):
  - I: drei Cymbales antiques (f’’’’, fis’’’’, g’’’’), Vibraphon, zwei hängende Becken (mittel und groß, auch mit Kontrabassbogen), kleine Trommel
  - II: Marimbaphon, Windmaschine, zwei hängende Becken (hoch und mittel, auch mit Kontrabassbogen), großes Tamtam
  - III: Röhrenglocken, drei Buckelgongs (Es, F, B), hängendes Becken (hoch), Becken a2, große Trommel
- Harfe
- Klavier (Flügel mit drei Pedalen)
- Streicher: mindestens vierzehn Violinen 1, zwölf Violinen 2, zehn Bratschen, acht Violoncelli, sechs Kontrabässe

## Werkgeschichte
Das Gehege ist ein Auftragswerk der Bayerischen Staatsoper. Rihm komponierte es in den Jahren 2004–2005. Als Libretto verwendete er den Schluss des dritten Aktes („Von nun an“) des Schauspiels Schlusschor von Botho Strauß. Rihm hatte 1992 in Berlin Luc Bondys Inszenierung des Schlusschors gesehen und sofort daran gedacht, daraus ein Monodram zu machen. Bei einem Gespräch mit Strauß habe er dann erfahren, dass darin unterschwellige Bezüge zu Arnold Schönbergs Monodram Erwartung eingearbeitet seien. Als Kent Nagano ihn viele Jahre später nach einem Stück gefragt habe, das als Vorspiel zu Richard Strauss’ Salome geeignet sei, habe er diese Schlussszene vorgeschlagen.
Bei der Uraufführung am 27. Oktober 2006 in der Bayerischen Staatsoper spielte das Bayerische Staatsorchester unter der Leitung von Kent Nagano. Gabriele Schnaut sang die Frau, und der Tänzer Todd Ford spielte den Adler. Das Werk wurde wie geplant mit Richard Strauss’ Salome kombiniert.
Ab 7. März 2010 sang Hellen Kwon Das Gehege an der Hamburgischen Staatsoper als letzten Teil einer Trilogie der Frauen (Inszenierung Matthew Jocelyn, musikalische Leitung Simone Young) nach Arnold Schönbergs Erwartung und der Uraufführung von Oscar Strasnoys La Bal (nach einem Text von Irène Némirovsky).
Kwon übernahm auch die konzertante niederländische Erstaufführung am 10. Dezember 2011 im Concertgebouw (Amsterdam). Das Radio Filharmonisch Orkest spielte unter der Leitung von Edo de Waart.
2018 wurde Das Gehege in einer Koproduktion des Staatstheater Stuttgart mit dem Brüsseler Opernhaus La Monnaie/De Munt mit Luigi Dallapiccolas Kurzoper Il prigioniero kombiniert. Regie führte Andrea Breth, die Bühne stammte von Martin Zehetgruber, die Kostüme von Nina von Mechow und das Lichtdesign von Alexander Koppelmann. Für die Dramaturgie war Sergio Morabito zuständig. Die Frau wurde von Ángeles Blancas Gulín dargestellt. Franck Ollu leitete das Staatsorchester Stuttgart bzw. das Symphonieorchester des Brüsseler Opernhauses.

## Aufnahmen
- 27. Oktober 2006 – Kent Nagano (Dirigent), William Friedkin (Inszenierung), Bayerisches Staatsorchester München.
 Gabriele Schnaut (Die Frau), Todd Ford (Engel des Todes).
 Livemitschnitt der Uraufführung in München.[12]
- 10. Dezember 2011 – Edo de Waart (Dirigent), Radio Filharmonisch Orkest.
 Hellen Kwon (Die Frau).
 Live, konzertant aus dem Concertgebouw Amsterdam.
 Liveübertragung im niederländischen Rundfunk.[9]
- 23./25. Januar 2018 – Franck Ollu (Dirigent), Andrea Breth (Regie), Martin Zehetgruber (Bühne), Nina Von Mechow (Kostüme), Alexander Koppelmann (Licht), Sergio Morabito (Dramaturgie), La Monnaie Symphony Orchestra.
 Ángeles Blancas Gulín (Die Frau).
 Video; live aus dem Brüsseler Opernhaus La Monnaie/De Munt.
 Videostream im Internet, online vom 20. Februar bis 12. März 2018.[13]